# Martha Rogers
Pour les articles homonymes, voir Rogers.
Martha E. Rogers était une théoricienne en soins infirmiers. Elle est née le 12 mai 1914 à Dallas, États-Unis d'Amérique et décédée le 13 mars 1994 à Phoenix, États-Unis d'Amérique à l'âge de 79 ans.

## Éléments biographiques
Diplômée infirmière en 1936, elle prend la présidence du Department of Nurse Education au New York University College of Nursing de 1954 à 1975 où elle fonde le premier programme de recherche clinique infirmière.
Elle y enseigna l'art des soins infirmiers jusqu'en 1979 et est à l'origine du modèle de l'être humain unitaire.

## Ressources documentaires
- (en) Martha E. Rogers, An Introduction to the Theoretical Basis of Nursing, Philadelphie, Ed. JF.A. Davis Company, New-York, 1970, 18e éd., 156 p. (ISBN 0-8036-7490-2 et 978-0-803-67490-5)
- (en) Martha E. Rogers, Reveille in Nursing, Ed. JF.A. Davis Company, New-York, 1964, 108 p. (ISBN 0-8036-7492-9 et 978-0-803-67492-9)
- (en) Elizabeth Ann Manhart Barret, Vision of Roger's Science-Based Nursing, Ed. Jones & Bartlett Publishers, New-York, 1990, 432 p. (ISBN 0-88737-447-6 et 978-0-887-37447-0)
- (en) Biographie complète